# Mike Giles
Michael Bryce Giles (27 de dezembro de 1959) é um matemático e cientista da computação britânico. É professor de computação científica e chefe de departamento do Instituto de matemática da Universidade de Oxford e fellow do St Hugh's College, Oxford. É conhecido por desenvolver métodos de Monte Carlo Multinível.

## Formação
Giles estudou matemática na Universidade de Cambridge, graduando-se em 1981 como Senior Wrangler. Foi então para o Instituto de Tecnologia de Massachusetts (MIT) como Kennedy Scholar, onde obteve um Ph.D. em aeronáutica em 1985.

## Carreira e pesquisa
Depois de obter um Ph.D. foi professor no Departamento de Aeronáutica e Astronáutica do MIT. Em 1992 ingressou no Departamento de Ciência da Computação da Universidade de Oxford, antes de se mudar para o Instituto de matemática em 2008. Tornou-se chefe do departamento do Instituto de matemática em 2018.
No início de sua carreira trabalhou em dinâmica de fluidos computacional aplicada à análise e projeto de turbinas a gás. Mais recentemente, concentrou-se em finanças computacionais e no desenvolvimento de métodos de Monte Carlo Multinível.
Foi palestrante convidado do Congresso Internacional de Matemáticos no Rio de Janeiro (2018: An introduction to multilevel Monte Carlo methods).